# Agata Grużewska
Agata Ewa Grużewska – polska zootechnik i ekonomistka, wykładowca akademicki, doktor habilitowany nauk rolniczych w dyscyplinie zootechnika. Studia ukończyła w 1987 roku na kierunku zootechnika, a doktoryzowała się w 1995 roku w Wyższej Szkole Rolniczo-Pedagogicznej w Siedlcach.

## Życiorys
W 2000 roku ukończyła studia magisterskie na kierunku Ekonomia Wydziału Ekonomiczno-Rolniczego SGGW, w zakresie organizacji i ekonomiki w agrobiznesie.
Stopień doktora habilitowanego uzyskała w 2010 roku, w Akademii Podlaskiej, w Siedlcach, na podstawie rozprawy pt. „Zastosowanie funkcji produkcji w analizie wzrostu kurcząt brojlerów”.
Związana od 1990 roku z Wyższą Szkołą Rolniczo-Pedagogiczną (aktualnie (2025) Uniwersytet w Siedlcach), na którym zajmuje stanowisko profesora uczelni. W kadencjach 2012–2016 pełniła funkcję dyrektora Instytutu Agronomii na Wydziale Przyrodniczym.
Autorka i współautorka 64 prac naukowych.